# Gunnar Borg
Gunnar Anders Valdemar Borg (* 28. November 1927 in Stockholm; † 2. Februar 2020) war ein schwedischer Psychologe und Psychophysiker. Er gilt als Erfinder der Perceptometrie.

## Leben
Nach dem Abitur studierte Borg Philosophie an der Universität Stockholm (Kandidatsexamen 1951; Lic. 1957), Dr. phil. Universität Lund (Diss.: Physical performance and perceived exertion, 1962). Parallel hierzu studierte er von 1951 bis 1957 Psychologie am Militärpsykologiska institutet in Stockholm. Sodann studierte er Physiologie an der Medizinischen Hochschule in Umeå (1962–1964) und war parallel hierzu zunächst Lehrbeauftragter für Psychologie und Pädagogik und ab 1964 Lektor. 1966 wurde er an der frisch gegründeten Universität Umeå zum Associate Professor für Klinische Psychologie berufen und ab 1968 war er zusätzlich der Dekan der Graduate School of Social Work and Public Administration der Universität Umeå. 1968 wurde er auf den Lehrstuhl für Angewandte Psychologie der Universität Stockholm berufen, den er bis 1980 innehatte. 1987 wurde für ihn der Lehrstuhl für Wahrnehmung und Psychophysik im Psychologischen Institut der Universität Stockholm geschaffen. Hierfür schuf er den Begriff der Perceptometrie. Borg war zudem Gastprofessor in den USA, Kanada, Japan und den verschiedenen europäischen Ländern.

## Wissenschaftliche Bedeutung
Der Sportfan Borg untersuchte die Anstrengungswahrnehmung. Der schwedische Sportphysiologe Per-Olof Åstrand hatte experimentell gezeigt, dass bei entsprechender Motivation im Labor die Leistung bis zum freiwilligen Abbruch auf dem Ergometer immer weiter hinausgeschoben werden konnte. Damit war nicht mehr die absolute Leistung, sondern deren subjektive Wahrnehmung von Bedeutung. Borg versuchte diese nun intervallskaliert zu erfassen und qualitatives subjektives ordinalskaliertes Empfinden quantitativ ausdrücken zu lassen. Die von ihm hierbei Ende der 1950er Jahre entwickelte Borg-Skala war der erste Anfang. Borg wandte die Skala zunächst bei standardisierbaren physischen Leistungen (z. B. auf dem Ergometer) und dem Sport an. Während in der Iwan Petrowitsch Pawlow folgenden deutschen Tradition von einem stabilen Zusammenhang von Belastung und Beanspruchung ausgegangen wurde (beim Intervalltraining wurden daher die Pulswerte von Herbert Reindell bestimmt, später die Laktatwerte von Joseph Keul), überließ Gösta Olander beim Fartlek in der schwedischen Tradition den Sportlern die Belastungsintensität und orientierte sich an deren Wahrnehmung der Belastung. Die Verfahren setzen voraus, dass der Geist als Ort der Wahrnehmung nicht nur auf die Steuerung psychophysischer Prozesse, sondern auch auf deren Stärke Einfluss nehmen kann. Auch die Wirksamkeit des Placebos lässt sich mit von Borg entwickelten Methoden besser erklären. Borg zählt zu den am meisten zitierten skandinavischen Wissenschaftlern.

## Ehrungen
- 1998 Ehrenmitglied der International Association for Applied Psychology
- 1998 Ehrenmedaille der Nordic Ergonomic Society
- 2000 The Gunnar Borg Symposium on Psychophysical Scaling
- 2000 Ehrenmitglied der Swedish Society for Lung Medicine
- 2000 Ehrenmitglied der Swedish Society of Sports Medicine
- 2002 Ehrenmedaille der Schwedischen Sportwissenschaft
- 2009 Dr. med. h. c. Universität Umeå